# 7165 Pendleton
7165 Pendleton (1985 RH) là một tiểu hành tinh vành đai chính được phát hiện ngày 14 tháng 9 năm 1985 bởi E. Bowell ở Anderson Mesa.